# GlassFish
GlassFish — сервер приложений с открытым исходным кодом, реализующий спецификации Java EE, изначально разработанный Sun Microsystems. В настоящее время спонсируется корпорацией Oracle. Актуальная версия платформы называется Oracle GlassFish Server.
В основу GlassFish легли части кода Java System Application Server компании Sun и ORM TopLink (решение для хранения Java объектов в реляционных БД, предоставленное Oracle). В качестве сервлет-контейнера в нём используется модифицированный Apache Tomcat, дополненный компонентом Grizzly, использующим технологию Java NIO.
В пакет установки GlassFish входит сервер обмена сообщений, OpenMQ.

## История
Этот проект стартовал 6 июля 2005 года. 4 мая 2006 проект GlassFish выпустил первую версию, поддерживающую спецификацию Java EE 5.
8 мая 2007 анонсирован проект SailFin на конференции JavaOne как подпроект проекта GlassFish. Проект SailFin нацелен на добавление функциональности протокола Session Initiation Protocol (SIP) в сервлеты GlassFish.
17 сентября 2007 сообщество GlassFish выпустило 2-ю версию (также известную как Sun Java System Application Server 9.1) с полной поддержкой промышленной кластеризации и Microsoft-взаимодействующих веб-сервисов.
В настоящее время актуальна 5-я версия GlassFish от 21 сентября 2017 с полной поддержкой спецификаций Java EE 8.